# JDパワー
J.D. パワー（ジェイ.ディー. パワー, J.D. Power）は、アメリカ合衆国・ミシガン州トロイを拠点とする、市場調査及びコンサルティング会社である。
1968年、ジェームズ・デビッド・パワー3世（英語版）により設立。現在はアメリカの投資会社、Thoma Bravoの子会社となっている。

## 概要
顧客満足や製品品質、消費者行動等に付いて、対象企業からの依頼によらず独立した、中立的立場による調査を行っている。調査対象は、世界各地における自動車産業からコンピューター、OA機器、テレコミュニケーション、金融、保険、ホテル、流通など多岐にわたる。
大規模でランダムな調査手法を特徴としており、一調査のサンプル数が100,000を超える場合もある。調査結果は、消費者やユーザーからの回答によってのみ決定され、同社による評価は加味されていない。結果はランキング化され、トップとなった企業にはトロフィーを授与する。
調査結果は詳細なレポートとしてまとめられ、企業の顧客満足度改善活動に、また経営指標として活用されている。消費者に対しては、調査結果の一部をプレスリリースやそれに基く報道などによって伝えられ、製品やサービスのより良い選択の情報として利用されている。特に米国では知名度が非常に高く、消費者に対する影響力が大きい。
その他の事業内容として、企業からの受託調査（結果の公表は無し）、企業を対象としたコンサルティングや、従業員教育・トレーニングなどがある。

## 自動車関連の調査
J.D. パワーの顧客満足度調査のなかで最もよく知られるのは、初期品質調査、耐久品質調査など自動車関連の事項である。調査結果は広く告知され、企業側の宣伝に用いられることも多いことから、特に北米においては自動車メーカー・自動車ブランドの評価・イメージや販売実績に与える影響が大きい。消費者の製品選択においても大きな影響を与えている。

## 日本での調査
日本においては1990年にJ.D. Powerの100%出資子会社である株式会社J.D. Power Japan（2018年社名変更。旧社名：J.D. Power Asia Pacific）が設立され、日本の消費者・ユーザーを対象とした調査を日本語で行っている。株式会社J.D. Power Japanの現在の代表取締役社長は日産自動車出身の山本浩二である。
ISO9001認定取得。プライバシー・マーク認定取得。社団法人日本マーケティングリサーチ協会所属。ESOMAR所属。